# Tai otoshi

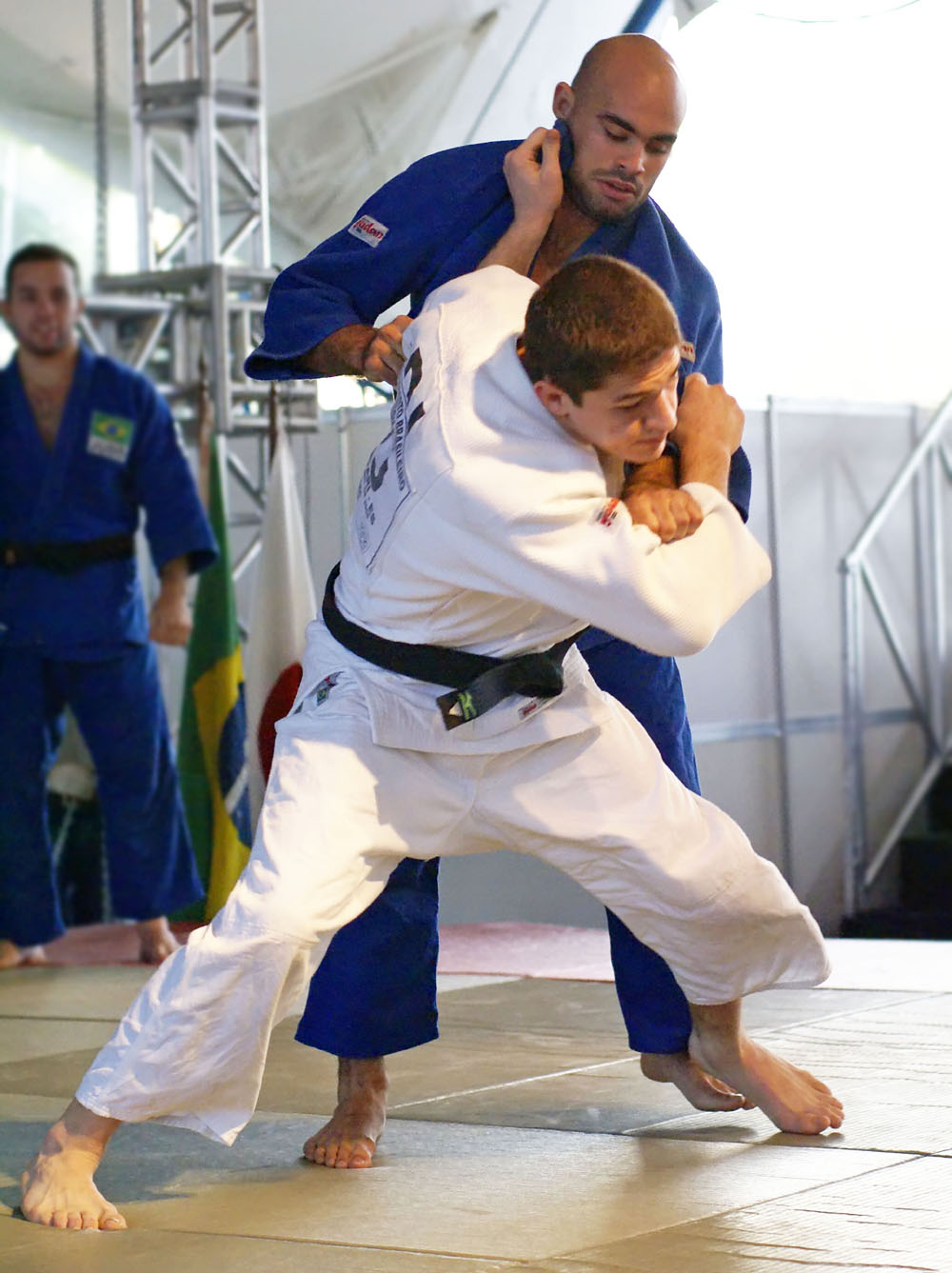
Tai otoshi.

Tai otoshi (体落?) es una de las 40 técnicas originales de judo desarrolladas por Jigoro Kano. Pertenece al segundo grupo (Dai Ikkyo) de los movimientos del kodokan judo en el gokyo no waza. Es clasificado como una técnica manual o te-waza.

## Ejecución
El atacante (tori) se sitúa frente al defensor (uke) y apresa el cuello de su judogi con la mano derecha y el brazo derecho del uke con la izquierda. Entonces, gira sobre sí mismo para presentar su hombro derecho al rival, aún agarrando sus brazos, y se inclina en un ángulo ligeramente bajo para obligarle a inclinarse también. El uke intentará instintivamente detener el movimiento con su pierna derecha, pero ya que su cuerpo está fuera de equilibrio al estar inclinado hacia delante, intentará hacer retroceder su pie derecho para intenter recuperar la verticalidad. En ese momento, el tori extiende su pierna derecha ante el tobillo derecho del uke y gira su cuerpo hacia la izquierda, mientras retrae la mano izquierda en un movimiento ascendente y empuja con la derecha. Con el uke no pudiendo cambiar su peso al pie izquierdo, la pierna derecha del tori obstruye el movimiento de la del uke y le hace así perder el equilibrio, siendo el uke volteado en un movimiento circular contra el piso.